# 也门国徽
也門國徽是以原阿拉伯也門共和國國徽為基礎設計的，啟用於1990年。為一隻鷹，胸前的盾徽繪有咖啡、馬里卜水壩和水波圖案。鷹翅下交叉著兩面國旗。爪下綬帶書「也門共和國」。

## 历史

### 北也门
1945 年至 1990 年，也门分裂为南北两部分。北边的国徽与现在的国徽更为相似，其盾牌与也门前穆塔瓦基尔王国的盾牌有相似之处。

也门穆塔瓦基利亚王国 (1918–1970)
阿拉伯也门共和国 (1962–1966)
阿拉伯也门共和国 (1966–1974)
阿拉伯也门共和国 (1974–1990)

### 南也门
南方有泛阿拉伯主义风格的“萨拉丁之鹰”国徽（类似于埃及、伊拉克的国徽，以及利比亚和叙利亚以前的国徽）。

南也门人民共和国 (1967–1970)
也门民主人民共和国 (1970–1990)

### 南阿拉伯联邦

南阿拉伯酋长国联邦 (1959–1962)
南阿拉伯联邦 (1962–1967)

## 政府徽章

### 亚丁政府

也门特别安全部队（英语：Special Security Forces (Yemen)）
内政部
也门共和国卫队
也门共和国武装部队
也门共和国武装部队
也门海军
也门社会党

### 胡塞武装运动

最高政治委员会
胡塞运动
南方过渡委员会
最高革命委员会

## 国徽发展时间轴
| 国家政权             | 使用时间   | 国徽 |
| -------------------- | ---------- | ---- |
| 葉門穆塔瓦基利亞王國 | 1918－1956 |      |
| 葉門穆塔瓦基利亞王國 | 1956－1962 |      |
| 北也門               | 1962－1966 |      |
| 北也門               | 1966－1974 |      |
| 北也門               | 1974－1990 |      |

| 国家政权           | 使用时间       | 国徽 |
| ------------------ | -------------- | ---- |
| 亞丁殖民地         | 1937年－1963年 |      |
| 南阿拉伯酋长国联邦 | 1959年－1962年 |      |
| 南阿拉伯联邦       | 1962年－1967年 |      |
| 南也门人民共和国   | 1967年－1970年 |      |
| 也门民主人民共和国 | 1970年－1990年 |      |
| 也门民主共和国     | 1994年－1994年 |      |